# Площадь Синьории (Верона)
Площадь Синьории (итал. Piazza dei Signori) — одна из центральных исторических площадей Вероны. Площадь получила своё название благодаря тому, что на ней располагались здания, в которых в разные периоды размещались власти и органы самоуправления города, в настоящий момент — одни из главных достопримечательностей средневековой Вероны. В некоторых туристических справочниках именуется площадью Данте, получившему укрытие в Вероне после изгнания из Флоренции, памятник которому расположен в центре площади. Площадь примыкает к другому центру привлечения туристов — Пьяцца делле Эрбе.

## Здания
Основное архитектурное оформление площади сформировалось в период правления властителей Вероны — рода Скалигеров.
- Дворец Подеста (итал. Palazzo del Podestà) построен в конце XIII века по указанию властителя Вероны Альберто делла Скала, с 1311 года становится главной резиденцией самого могущественного из Скалигеров — Кангранде I. Именно по его приглашению во дворце в течение 13 лет жил Данте. По данным современников, в оформлении здания был занят знаменитый Джотто, но его фрески были утрачены. В период, когда Верона попала во владения Венеции, фасад здания был дополнен порталом, по форме напоминавшем древнеримские триумфальные арки. Портал получил собственное имя — Портал Санмикеле, по имени автора — выдающегося уроженца Вероны, архитектора и фортификатора. Поверх портала был помещён барельеф Льва Святого Марка — знак принадлежности к Венеции.
- Лоджия Совета (итал. Loggia del Consiglio) — строительство здания было начато по заказу городского совета Вероны в 1470-е годы, окончено в 1493-м году, но ещё долгие годы велись работы по оформлению как внутри, так и снаружи здания. Автор проекта изящного и лёгкого здания, благодаря аркаде и венецианским окнам, неизвестен, считается, что над проектом коллективно работала группа веронских архитекторов того времени. В XVIII—XIX веках авторство проекта ошибочно предписывалось знаменитому веронцу монаху-доминиканцу Фра Джованни Джокондо, поэтому и здание часто именовалось Лоджией Фра-Джокондо. На кровле здания были установлены скульптуры знаменитых уроженцев Вероны — Катулла, Плиния Старшего, Витрувия, Корнелия Непота, примыкающую слева арку ворот венчает фигура Джиро́ламо Фракасто́ро. Городской совет Вероны неоднократно обращался к лучшим итальянским художникам с заказами по росписи залов Совета и написанию картин для их оформления. В XIX веке для городского совета Вероны был построен новый Дворец Муниципалитета, в результате старая Лоджия Совета более века использовалось в качестве городской Пинакотеки и библиотеки. После административно-территориальной реформы Италии 1947 года в здании разместился провинциальный совет.
- Дворец общин или Дворец правосудия (итал. Palazzo del Comune или итал. Palazzo della Ragione) выходит своими фасадами и на Площадь Синьории и на Пьяцца делле Эрбе, в нём размещались городское правление и суд. Построен по одним данным в 1138 году, по другим — в 1193-м. В 1218 году здание пострадало от сильного пожара и было перестроено. Здание выделяется характерным для Вероны видом, благодаря чередующимся в кладке светлым туфовым блокам и красному кирпичу. В период вхождения Вероны во владения Венеции в здании также размещался суд и нотариальная коллегия, а также тюремные помещения. В 1447 году во внутреннем дворе дворца была пристроена двухпролётная готическая лестница, получившая имя — Лестница Разума (итал. la Scala della Ragione). Комплекс Дворца общин включает в себя также Башню Ламберти (итал. Torre del Lamberti). Башня была построена семьёй Ламберти в 1172 году, имеет высоту 83 метра и по сей день остаётся самым высоким зданием Вероны. На вершине башни — смотровая площадка, доступная для посещения туристами.
- Дворец Кансиньорио (итал. Palazzo di Cansignorio) или Дворец капитанов (итал. Palazzo del Capitanio) построен по приказу властителя Вероны из рода Скалигеров — Кансиньорио делла Скала в 1363 году и изначально представлял из себя крепость, с четырьмя угловыми башнями и окружавшей внутренний двор крепостной стеной. В период правления Венеции Дворец Кансиньорио был выбран в качестве резиденции управляющих городом венецианских капитанов, благодаря чему и получил своё второе имя. Начиная с XVI века неоднократно перестраивался, сохранив в итоге лишь одну из своих крепостных башен. В период австрийского владычества в здании разместился суд, добавив к списку его имён ещё одно — Дворец трибунала (итал. Palazzo del Tribunale). В 1882 году Дворец Кансиньорио вновь перестраивается, в оставшейся башне закладываются нижние ряды окон и в ней размещается городская тюрьма.
- Памятник Данте был возведён на Площади Синьории в 1865 году на месте существовавшего с XVII века, но не функционировавшего долгое время, фонтана. Монумент был изготовлен из каррарского мрамора скульптором Уго Дзаннони.

## Фотогалерея
- Дворец Подеста
- Портал Санмикеле
- Лоджия совета
- Дворец Общин
- Дворец Кансиньорио
- Памятник Данте